# Cegielnia (Kętrzyn)
Cegielnia (deutsch Louisenthal) ist ein Ort in der polnischen Woiwodschaft Ermland-Masuren. Er gehört zur Gmina Kętrzyn (Landgemeinde Rastenburg) im Powiat Kętrzyński (Kreis Rastenburg).

## Geographische Lage
Cegielnia liegt an der Guber in der nördlichen Mitte der Woiwodschaft Ermland-Masuren, drei Kilometer südöstlich der Stadt Kętrzyn (deutsch Rastenburg).

## Geschichte
Das Vorwerk Louisenthal mit einer Ziegelei war bis 1945 ein Wohnplatz der Gemeinde Krausendorf (polnisch Kruszewiec). Bis 1932 war die Muttergemeinde Krausenhof in den Amtsbezirk Neuendorf im  ostpreußischen Kreis Rastenburg eingegliedert, und wurde dann in den Amtsbezirk Schwarzstein (polnisch Czerniki) umgegliedert.
Im Jahre 1885 zählte Louisenthal 78 Einwohner, im Jahre 1905 waren es 79.
Nach der Abtretung des gesamten südlichen Ostpreußen an Polen im Jahre 1945 erhielt Louisenthal die polnische Namensform „Cegielnia“. Der Weiler (polnisch Przysiółek) ist heute „część wsi Karolewo“ (= „ein Teil des Ortes Karolewo“, deutsch Karlshof) innerhalb der Gmina Kętrzyn (Landgemeinde Rastenburg) im Powiat Kętrzyński (Kreis Rastenburg), von 1975 bis 1998 der Woiwodschaft Olsztyn, seither der Woiwodschaft Ermland-Masuren zugehörig.

## Kirche
Bis 1945 war Louisenthal in die evangelische Pfarrkirche Rastenburg in der Kirchenprovinz Ostpreußen der Kirche der Altpreußischen Union, außerdem in die römisch-katholische St.-Katharinen-Kirche Rastenburg im Bistum Ermland eingepfarrt.
Heute gehört Cegielnia katholischerseits immer noch zur Stadt Kętrzyn, die heute im Erzbistum Ermland liegt. Evangelischerseits ist Cegielnia zur Johanneskirche Kętrzyn hin ausgerichtet. Sie liegt in der Diözese Masuren der Evangelisch-Augsburgischen Kirche in Polen.

## Verkehr
Cegielnia liegt westlich der polnischen Woiwodschaftsstraße 592 (einstige deutsche Reichsstraße 135) und ist von Karolewo (Karlshof) aus direkt zu erreichen.
Nordöstlich des Ortes verläuft die Bahnstrecke Głomno–Białystok, allerdings ohne Zughalt. Der nächste Bahnhof ist der in Kętrzyn.